# Episodes
Episodes est une série télévisée américano-britannique en 41 épisodes d'environ 28 minutes créée par David Crane et Jeffrey Klarik, diffusée entre le 9 janvier 2011 et le 8 octobre 2017 sur Showtime aux États-Unis, et 24 heures plus tard sur BBC Two au Royaume-Uni et en simultané sur The Movie Network au Canada.
En France, la série est diffusée depuis le 17 décembre 2011 sur OCS. Cependant, elle reste encore inédite dans les autres pays francophones.

## Synopsis
Sean et Beverly Lincoln, un couple de scénaristes britanniques, sont invités à Hollywood par un producteur américain de télévision, Marc Lapidus, pour adapter leur série à succès sur une chaîne de télévision américaine. Tout semble se présenter pour le mieux, mais une fois sur place, le couple va devoir faire face à la réalité.

## Fiche technique
- Titre français et original : Episodes
- Créateur : David Crane
- Réalisation : James Griffiths (saison 1) - Jim Field Smith (saison 2)
- Scénario :  David Crane
- Décors : Clare Andrade et Julie Bolder
- Costumes : Annie Hardinge
- Photographie : Rob Kitzmann
- Montage : Nigel Williams
- Musique : Mark Thomas
- Casting : Kelly Valentine Hendry et Victor Jenkins
- Direction artistique :Louisa Morris
- Production : David Crane et Jeffrey Klarik
  - Production exécutive : David Crane, Jeffrey Klarik et Jimmy Mulville
- Sociétés de production : Hat Trick Production
- Sociétés de distribution : Showtime Networks et BBC
- Format : Couleur - 1,78 : 1 - Son Dolby Digital
- Pays d'origine :  États-Unis,  Royaume-Uni
- Langue originale : Anglais
- Durée : 28 minutes
- Classification[3] :
  -  États-Unis : TV-MA
  -  Royaume-Uni : Interdit aux moins de 15 ans (DVD)
  -  France : Tous publics ou déconseillé aux moins de 10 ans[4] (selon les épisodes)

## Distribution

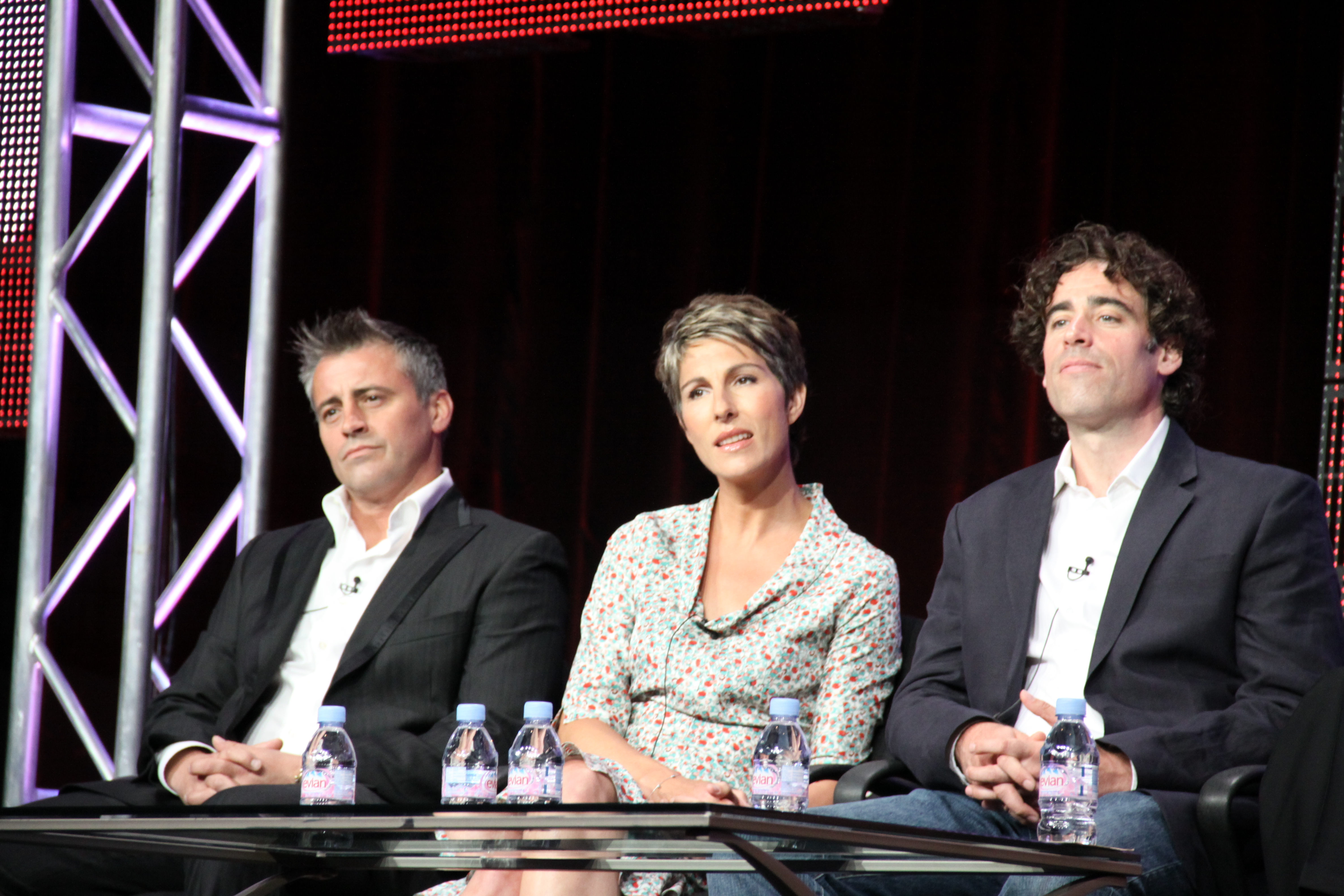
Le trio central de la série en 2010, Matt LeBlanc, Tamsin Greig et Stephen Mangan.

### Acteurs principaux
- Matt LeBlanc (VF : Mark Lesser) : Matt LeBlanc
- Stephen Mangan (VF : Guillaume Lebon) : Sean Lincoln
- Tamsin Greig (VF : Dominique Westberg) : Beverly Lincoln
- John Pankow (VF : Michel Papineschi) : Merc Lapidus
- Kathleen Rose Perkins (VF : Sybille Tureau) : Carol Rance
- Mircea Monroe (VF : Marie Zidi) : Morning Randolph

### Acteurs récurrents
- Genevieve O'Reilly (VF : Malvina Germain) : Jamie Lapidus
- Joseph May (VF : Paolo Domingo) : Andy Button
- Daisy Haggard (en) (VF : Pauline de Meurville) : Myra Licht
- Fiona Glascott (VF : Nathalie Kanoui) : Diane
- Oliver Kieran-Jones (VF : Olivier Chauvel) : Andrew Lesley
- Sam Palladio (VF : Adrien Larmande) : Stoke (saison 2)
- Harry McEntire (VF : Gabriel Bismuth-Bienaimé) : Jason (saison 2)
- Jacob Anderson : Kevin (saison 2)
- Laurie Calvert (VF : Benjamin Gasquet) : l'assistant de Carol (saison 2)
- Sophie Rundle (VF : Audrey Sablé) : Labia (saison 2)
- James Purefoy (VF : Alexandre Bacon) : Rob (saison 2)
- Nigel Planer (VF : Philippe Catoire) : Sanford Shamiro (saison 2)
- Michael Brandon (VF : Hervé Jolly) : Elliot Salad (saison 2)
- Chris Diamantopoulos (VF : Alexis Victor) : Castor Sotto[5] (saison 3, invité saison 4)
- John Ross Bowie (VF : Mathieu Buscatto) : le psychiatre de Castor Sotto (saison 3)
- Roger Bart (VF : Arnaud Bedouët) : agent de Matt LeBlanc (saison 3)
- Lucien Laviscount (VF : Fabrice Lelyon) : Brian (saison 3)
- Andrea Rosen (en) (VF : Valérie Siclay) : Eileen Jaffee (saison 3)
- Andrea Savage : Helen Basch[6] (saison 4)

### Invités
- Richard Griffiths : Julian Bullard[7] (saison 1, épisode 1)
- James Michael Tyler : lui-même (saison 2, épisode 6)
- Jay Leno : lui-même (saison 3, épisode 4)
- Merrin Dungey : productrice du Tonight Show (saison 3, épisode 4)
- Tracy Spiridakos (VF : Dorothée Pousséo) : Dawn Randolph[8] (saison 3, épisode 6)

- Version française
  - Société de doublage : Dubbing Brothers[9],[10]
  - Direction artistique : Barbara Tissier[10]
  - Adaptation des dialogues : Emmanuelle Martiano et Christine de Cherisey[10]

 Source et légende : version française (VF) sur RS Doublage et Doublage Séries Database

## Production
Le projet de Matt LeBlanc a débuté à la fin septembre 2009.
Le casting a débuté en mars 2010, dans cet ordre : Claire Forlani (Beverly), Kathleen Rose Perkins et Stephen Mangan, Thomas Haden Church (Merc Lapidus) et Mircea Monroe.
À la fin avril 2010, Claire Forlani est remplacée par Tamsin Greig alors que Thomas Haden Church quitte la série.
En août 2015, BBC ne participe plus à la production de la cinquième saison.

## Épisodes

### Première saison (2011)
1. Épisode un (Episode 1)
2. Épisode deux (Episode 2)
3. Épisode trois (Episode 3)
4. Épisode quatre (Episode 4)
5. Épisode cinq (Episode 5)
6. Épisode six (Episode 6)
7. Épisode sept (Episode 7)

### Deuxième saison (2012)
Le 28 février 2011, Showtime et la BBC ont renouvelé la série pour une deuxième saison de neuf épisodes qui a débuté le 11 mai 2012 au Royaume-Uni et le 1er juin 2012 aux États-Unis.
1. Épisode huit (Episode 1)
2. Épisode neuf (Episode 2)
3. Épisode dix (Episode 3)
4. Épisode onze (Episode 4)
5. Épisode douze (Episode 5)
6. Épisode treize (Episode 6)
7. Épisode quatorze (Episode 7)
8. Épisode quinze (Episode 8)
9. Épisode seize (Episode 9)

### Troisième saison (2014)
Le 13 septembre 2012, la série a été renouvelée pour une troisième saison de neuf épisodes, diffusée depuis le 12 janvier 2014 aux États-Unis.
1. Épisode dix-sept (Episode 1)
2. Épisode dix-huit (Episode 2)
3. Épisode dix-neuf (Episode 3)
4. Épisode vingt (Episode 4)
5. Épisode vingt-et-un (Episode 5)
6. Épisode vingt-deux (Episode 6)
7. Épisode vingt-trois (Episode 7)
8. Épisode vingt-quatre (Episode 8)
9. Épisode vingt-cinq (Episode 9)

### Quatrième saison (2015)
Le 11 décembre 2013, la série a été renouvelée pour une quatrième saison de neuf épisodes, diffusée depuis le 11 janvier 2015 aux États-Unis.
1. Épisode vingt-six (Episode 1)
2. Épisode vingt-sept (Episode 2)
3. Épisode vingt-huit (Episode 3)
4. Épisode vingt-neuf (Episode 4)
5. Épisode trente (Episode 5)
6. Épisode trente-et-un (Episode 6)
7. Épisode trente-deux (Episode 7)
8. Épisode trente-trois (Episode 8)
9. Épisode trente-quatre (Episode 9)

### Cinquième saison (2017)
Le 10 juin 2015, la série a été renouvelée pour une cinquième et dernière saison de sept épisodes, diffusée à partir du 20 août 2017 aux États-Unis.
1. Épisode trente-cinq (Episode 1)
2. Épisode trente-six (Episode 2)
3. Épisode trente-sept (Episode 3)
4. Épisode trente-huit (Episode 4)
5. Épisode trente-neuf (Episode 5)
6. Épisode quarante (Episode 6)
7. Épisode quarante-et-un (Episode 7)

## Commentaires
- Cette série marque le retour de Matt LeBlanc (Joey dans Friends et Joey) à la télévision.
- En France, les deux premiers épisodes de la version française ont été diffusés en avant-première lors du Festival de Deauville le 3 et 4 septembre 2011[27] avant de l'être sur Orange Cinénovo.

## Distinctions

### Récompense
- Golden Globe Awards 2012 : Meilleur acteur dans une sitcom pour Matt Leblanc.

### Nominations
- British Academy Television Awards 2013 : meilleure sitcom
- Golden Globe Awards 2013 : meilleur acteur dans une sitcom pour Matt Leblanc
- British Academy Television Awards 2015 : meilleure actrice dans une sitcom pour Tamsin Greig